# Brandon Call
Brandon Spencer Lee Call (Torrance, 17 november 1976) is een voormalig Amerikaans acteur.
Call begon zijn acteercarrière op 8-jarige leeftijd in de tv-series Simon & Simon en Hotel. In 1985 had hij een rol in de soap Santa Barbara. In het eerste seizoen van Baywatch speelde hij Hobie Buchannon, een rol die een jaar later door Jeremy Jackson werd overgenomen. Tussen 1991 en 1998 speelde hij een hoofdrol in de televisieserie Step by Step. Na zijn carrière als kindster heeft Call geen carrière uitgebouwd als volwassen acteur.
- Bibliothèque nationale de France: cb13939014m (data)
- International Standard Name Identifier: 0000 0000 0086 8409
- Virtual International Authority File: 34647536